# Poiseul-la-Ville-et-Laperrière
Poiseul-la-Ville-et-Laperrière är en kommun i departementet Côte-d'Or i regionen Bourgogne-Franche-Comté i östra Frankrike. Kommunen ligger i kantonen Baigneux-les-Juifs som tillhör arrondissementet Montbard. År 2022 hade Poiseul-la-Ville-et-Laperrière 155 invånare.

## Befolkningsutveckling
Antalet invånare i kommunen Poiseul-la-Ville-et-Laperrière
Referens:INSEE